# Song Mpeck
Pour les articles homonymes, voir Song (homonymie).
Song Mpeck est un village de la région du Centre du Cameroun, dans l'arrondissement (commune) de Ngog-Mapubi et le département du Nyong-et-Kéllé. Il se situe à environ 70 km de Yaoundé et 170 km de Douala.

## Géographie
Song Mpeck est localisé dans la commune de Ngog-Mapubi à proximité des villages de Tayap, Omog et au sud de Boumnyébel.

## Histoire
Le célèbre membre fondateur du parti politique UPC (Union des Populations du Cameroun), Ruben Um Nyobé est né dans le petit village de Song Mpeck en 1913. Um Nyobe fut le leader charismatique des guerres de libération pour l'indépendance du Cameroun dans les années cinquante.

## Population et société
Song Mpeck est une chefferie de troisième degré. Song Mpeck comptait 214 habitants lors du dernier recensement de 2005. La population est constituée pour l’essentiel de Bassa. 

## Personnalités associées à Song Mpeck
- Ruben Um Nyobe, Secrétaire général du parti politique UPC (Union des Populations du Cameroun) avant les indépendances
- Mbombok GOUETT Manfred, grand patriarche basaa, natif de Songmpeck